# Edmund Hammond, 1. Baron Hammond

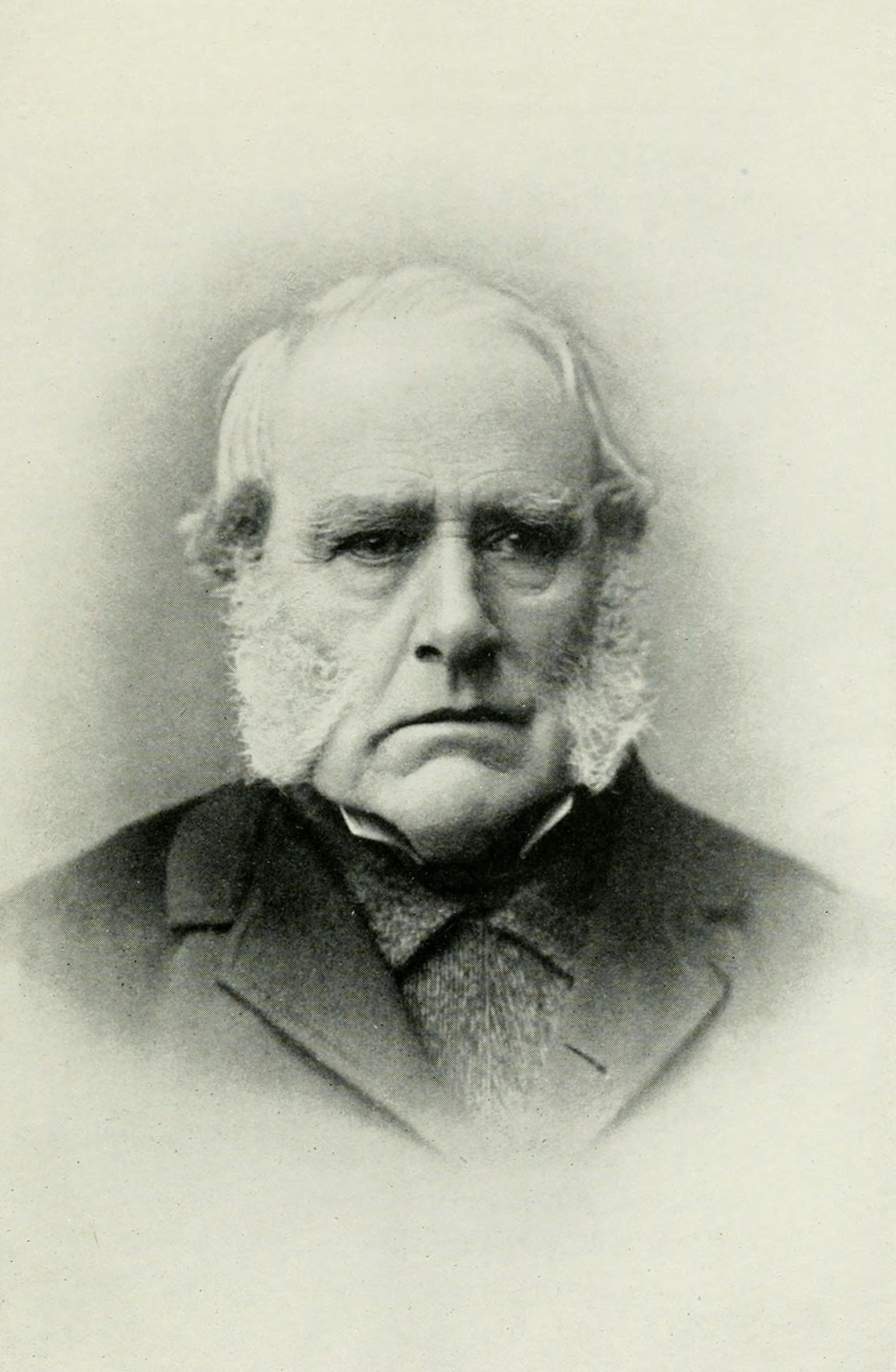
Edmund Hammond, 1. Baron Hammond

Edmund Hammond, 1. Baron Hammond (* 25. Juni 1802 in London; † 29. April 1890 in Menton) war ein britischer Diplomat und zwischen 1854 und 1873 Permanent Secretary im Foreign Office.

## Leben
Edmund Hammond wurde am 25. Juni 1802 in London als Sohn vom Diplomaten George Hammond und seiner Frau Margaret Allen, der Tochter vom Attorney General von Pennsylvania Andrew Allen, geboren. Nachdem er von 1812 bis 1815 das Eton College und 1816 die Harrow School besucht hatte, immatrikulierte er am University College der University of Oxford, wo er sechs Jahre später einen Master of Arts erhielt.
Vor seiner Einstellung im Foreign Office, wo er den Großteil seines Lebens arbeitete, diente er ein Jahr lang als Sekretär im Privy Council. Als Assistent begleitete er 1831/32 Stratford Canning in Konstantinopel, Madrid und Lissabon, wobei er seinem Vorgesetztem positiv auffiel. In seinem darauffolgenden Posten als Leiter des Oriental Appartement des Foreign Office vertrat er die Politik des Whig-Außenministers Lord Palmerston während den sich anbahnenden Konflikten um Afghanistan und dem Ersten Opiumkrieg. Während einer kurzen Übernahme der Regierung durch die Tories zeigte er sich unkooperativ. Seine wichtigste Rolle okkupierte er zwischen 1854 und 1873 als Permanent Secretary, dem höchsten Posten im Ministerium. Hammond repräsentierte nämlich eine konservative Rolle, die sich gegen die Reformen des Civil Service stemmte. Einen direkten Einfluss auf die britische Außenpolitik konnte er als Permanent Secretary jedoch nur als Berater ausüben. Seine Korrespondenz mit britischen Diplomaten ist bis heute eine wichtige historische Quelle. 1866 wurde er ins Privy Council aufgenommen.
Am 3. Januar 1846 heiratete er Mary Frances Kerr (1815–1888), Tochter des Major-General Lord Robert Kerr und Enkelin des 5. Marquess of Lothian, mit der er drei Töchter hatte.
In seiner Pension wurde er am 5. März 1874 von Königin Victoria als erster Bürokrat des Foreign Office als Baron Hammond, of Kirkella in the town and county of the town of Kingston-upon-Hull, zum erblichen Peer erhoben. Im House of Lords befasste er sich insbesondere mit der Außenpolitik. Er starb am 29. Februar 1890 in der Villa Charles in Menton im Süden Frankreichs an einer Lähmung. Da er keine Söhne hatte, erlosch sein Adelstitel mit seinem Tod.